# Chaetonotus striatus
Chaetonotus striatus is een buikharige uit de familie Chaetonotidae. De wetenschappelijke naam van de soort werd in 1926 voor het eerst geldig gepubliceerd door Preobrajenskaja. 